# Billy Collins junior
Billy Collins Jr. (William Ray Collins Jr., * 21. September 1961 in Nashville, Tennessee; † 6. März 1984 in Knoxville, Tennessee) war ein US-amerikanischer Profiboxer im Superweltergewicht. Bekannt wurde er durch den Skandal um seinen Kampf gegen Luis Resto im Jahr 1983, bei dem seine Karriere durch einen manipulierten Kampf zerstört wurde.

## Karriere
Billy Collins Jr. wurde in eine Boxerfamilie hineingeboren. Sein Vater, Billy Collins Sr., war ebenfalls Boxer und übernahm auch das Training seines Sohnes. Collins Jr. galt als großes Talent im Superweltergewicht. Er begann seine Profikarriere 1981 und konnte schnell eine beeindruckende Bilanz von 14 Siegen (11 durch K. o.) ohne Niederlage vorweisen.

### Der Kampf gegen Luis Resto
Am 16. Juni 1983 trat Collins Jr. im Madison Square Garden in New York City gegen Luis Resto an. Der Kampf ging über zehn Runden, und Collins verlor deutlich nach Punkten. Direkt nach dem Kampf bemerkte sein Vater, dass die Handschuhe von Resto ungewöhnlich dünn waren. Eine Untersuchung ergab, dass ein Großteil der Polsterung entfernt worden war. Zudem wurden Resto's Bandagen mit Gips verhärtet.
Collins erlitt durch den manipulierten Kampf schwerste Verletzungen, darunter dauerhafte Schäden an beiden Augen, die seine Boxkarriere abrupt beendeten.

### Tod
Am 6. März 1984 kam Billy Collins Jr. bei einem Autounfall unter Alkoholeinfluss ums Leben. Es wurde spekuliert, dass es sich möglicherweise um Suizid gehandelt haben könnte, da er unter Depressionen infolge seines Karriereendes litt. Dies wurde jedoch nie abschließend geklärt.

## Skandal
Luis Resto und sein Trainer Panama Lewis wurden strafrechtlich verfolgt. Beide wurden zu Gefängnisstrafen verurteilt und lebenslang aus dem Boxsport ausgeschlossen. Der Fall gilt als einer der größten Skandale in der Geschichte des Profiboxens und führte zu strengeren Regulierungen im Umgang mit Ausrüstung und Sicherheitsmaßnahmen bei Boxkämpfen.

## Dokumentation
Die Geschichte wurde 2008 in der HBO-Dokumentation Assault in the Ring aufgearbeitet. Der Film beleuchtet den Skandal, die psychologischen Folgen für Collins und die Suche nach Gerechtigkeit durch seinen Vater.